# Fumi
Fumi - japońskie imię żeńskie. Może być pisane znakami: 文; 史 lub kaną ふみ. 
Znane osoby noszące to imię:
- Yoshinaga Fumi - mangaka

(Wyjaśnienie: ta autorka i ilustratorka komiksów podaje swoje imię i nazwisko sylabowym pismem fonetycznym  - hiraganą); z tego powodu pisownia znakami (kanji) nie jest znana. 